# Orsolya Kasó
Orsolya Kasó (Budapeste, 22 de novembro de 1988) é uma jogadora de polo aquático húngara.

## Carreira
Kasó fez parte da equipe da Hungria que finalizou na quarta colocação nos Jogos Olímpicos de 2016, no Rio de Janeiro.